# Mediastinoskopie
Die Mediastinoskopie (Abk.: MSK oder MESK) ist eine endoskopische Operation des mittleren Mediastinums. Sie wird in Intubationsnarkose (Vollnarkose) mittels  eines speziellen Endoskops (Mediastinoskop) durchgeführt. Bei dieser Methode handelt es sich somit um eine sog. minimalinvasive Operation des zwischen den beiden Lungen gelegenen "Mittelfellraums" (Mediastinum). 
Üblicherweise wird die Mediastinoskopie heutzutage als Videomediastinoskopie durchgeführt. In der Videomediastinoskopie wird das Operationsgebiet auf einem Monitor dargestellt, was eine bessere Sicht und eine bis zu 15-fache Vergrößerung ermöglicht. In der klassischen Mediastinoskopie hat nur der Operateur Sicht in das Operationsgebiet.
Indikationen für diese chirurgische Exploration sind z. B. die histologische Untersuchung vergrößerter Lymphknoten, die mittels einer Biopsie oder einer Lymphknoten-Exstirpation während der Mediastinoskopie erfolgt. Damit kann dann die Diagnose gestellt werden. Häufig geschieht dies in der Diagnostik von Lungentumoren, wie zum Beispiel des nicht-kleinzelligen Bronchial-Carcinoms (NSCLC), sowie zur Beurteilung des Tumorstadiums, da sich daraus Konsequenzen bezüglich der Therapie ableiten. Weitere Indikationen zur Mediastinoskopie sind der Verdacht auf eine Sarkoidose, ein malignes Lymphom oder ein Mesotheliom.
Der Mediastinoskopie gehen meistens Voruntersuchungen wie Röntgen-Thorax, Computertomografie (CT), Magnetresonanztomografie (MRT) oder  Positronen-Emissions-Tomografie (PET) voraus, um die Genauigkeit des Lymphknoten-Stagings zu erhöhen und das Risiko für den Patienten zu minimieren. Denn obwohl die MSK in erfahrenen Händen ein geringes  Risiko aufweist, sind doch Verletzungen von Gefäßen bzw. Nerven (Nervus laryngeus recurrens) mit einer daraus resultierenden Stimmbandlähmung oder eine Verletzung des Brustfells (mit Entwicklung eines Pneumothorax) möglich und es besteht wie bei jedem invasiven Eingriff die Gefahr einer Keimeinschleppung und damit einer Infektion des Mediastinums (Mediastinitis).
Bei der erweiterten Mediastinoskopie wird der Untersuchungsgang über den Aortenbogen hinaus nach links ausgedehnt, um auch die paraaortalen Lymphknoten einer Abklärung zugänglich zu machen.